# Beaumes-de-Venise
Beaumes-de-Venise – miejscowość i gmina we Francji, w regionie Prowansja-Alpy-Lazurowe Wybrzeże, w departamencie Vaucluse.
Według danych na rok 1990 gminę zamieszkiwały 1784 osoby, a gęstość zaludnienia wynosiła 94 osoby/km² (wśród 963 gmin regionu Prowansja-Alpy-W. Lazurowe Beaumes-de-Venise plasuje się na 286. miejscu pod względem liczby ludności, natomiast pod względem powierzchni na miejscu 515.).

## Współpraca
Miejscowość partnerska:
- Habay, Belgia